# Agrionoptera sanguinolenta
Agrionoptera sanguinolenta is een libellensoort uit de familie van de korenbouten (Libellulidae), onderorde echte libellen (Anisoptera).
De wetenschappelijke naam Agrionoptera sanguinolenta is voor het eerst geldig gepubliceerd in 1962 door Lieftinck.